# Rugby a 7 alla XXVII Universiade
Il torneo di rugby a 7 della XXVII Universiade si è svolto a Kazan', in Russia, dal 14 al 17 luglio 2013. 
Al torneo maschile hanno partecipato 16 rappresentative, a quello femminile 10.

## Podi

### Uomini
| Evento                        | Oro    | Argento | Bronzo        |
| Rugby a 7 maschile (dettagli) | Russia | Francia | Gran Bretagna |

### Donne
| Evento                         | Oro    | Argento | Bronzo |
| Rugby a 7 femminile (dettagli) | Russia | Italia  | Canada |